# 로얄 언더우드
로얄 언더우드(Loyal Underwood, 1893년 8월 6일 ~ 1966년 9월 30일)는 미국의 배우이다.
록퍼드에서 태어났으며 로스앤젤레스에서 사망하였다. 포리스트 론 메모리얼 파크에 매장되었다.

## 영화
- 라임라이트 (1952년)
- 마이 페이버릿 스파이 (1951년)
- 레츠 댄스 (1950년)
- 순례자 (1923년)
- 봉급날 (1922년)
- 유한계급 (1921년)
- 교수 (1919년)
- 하루의 행락 (1919년)
- 어깨 총 (1918년)
- 개의 삶 (1918년)
- 찰리 채플린 단편2 : 이민자 (1917년)